# Paracalyptrophora kerberti
Paracalyptrophora kerberti is een zachte koraalsoort uit de familie Primnoidae. De koraalsoort komt uit het geslacht Paracalyptrophora. Paracalyptrophora kerberti werd in 1906 voor het eerst wetenschappelijk beschreven door Versluys. 